# أفيبقطس متكثف
الأفيبقطس المتكثف (باللاتينية: Epipactis condensata) نوع نباتي ينتمي إلى جنس الأفيبقطس من الفصيلة السحلبية.

## الموئل والانتشار
موطن هذا النوع بلاد الشام وقبرص وتركيا وجنوب القوقاز.

## مرادفات للاسم العلمي
- (باللاتينية: Epipactis helleborine subsp. condensata (Boiss. ex D. P. Young) H. Sund.)
- (باللاتينية: Epipactis microphylla var. congesta Boiss.)
- (باللاتينية: Helleborine latifolia var. congesta (Boiss.) Soó)